# Go-Sanjō
Go-Sanjō (jap. 後三条天皇, Go-Sanjō-tennō; * 3. September 1034 in Kyōto; † 15. Juni 1073 ebenda) war der 71. Tennō von Japan (19. April 1068–8. Dezember 1072).
Sein Eigenname war Takahito (尊仁). Er war ein Sohn des Go-Suzaku-tennō von seiner Gemahlin genannt Seishi, die die Tochter des Sanjō-tennō war. So war er gleichsam ein Enkel der zwei Tennō Ichijō und Sanjō.
Die Mutter, wie die Mütter der meisten Tennō, stammte aus der Familie Fujiwara. Der letzte Tennō vor Go-Sanjō, dessen Mutter keine Fujiwara war, war der Uda-tennō 170 Jahre zuvor. Die Familie Fujiwara war gegen die Krönung von Go-Sanjō. Da Go-Sanjōs Bruder und Vorgänger Go-Reizei jedoch keinen Sohn hatte, war er der einzige legitime Nachfolger.
Go-Sanjō versuchte, die Macht der Fujiwara über das Kaiserhaus zu verringern, indem er 1072 abdankte und seinen Sohn Shirakawa als Tennō einsetzte. Er selbst zog sich in ein Kloster zurück, von dem aus er seinen Sohn leitete und somit die wahre politische Macht weiterhin innehielt. Er begründete damit die „Herrschaft der abgedankten Kaiser“ (insei), die zwar außerhalb des Einflusses der Fujiwara-Familie stand, jedoch auf lange Sicht zu einer größeren Unabhängigkeit der Provinzen führte und somit zur Schwächung des Kaiserhauses. 